# Per Kaufeldt
Per Ludvig Gösta Kaufeldt, född 1 augusti 1902 på Södermalm i Stockholm, död 21 mars 1956 i Stockholm, var en svensk fotbollsspelare och tränare, främst känd som AIK:s meste målskytt genom tiderna med sina 122 fullträffar. 
Kaufeldt vann två SM-guld med AIK och i Paris 1924 en bronsmedalj med det svenska landslaget. Han blev efter sin aktiva spelarkarriär tränare för AIK – men tränade under 1940-talet dessutom såväl Djurgården som Hammarby. 
Förutom fotboll spelade Kaufeldt bandy och ishockey, även då representerade han AIK. I bandy var han så framgångsrik att han en säsong blev svensk mästare och dessutom fick göra två landskamper. 

## Klubblagskarriär
Per Kaufeldt är kanske mest känd för sin fotbollskarriär i Stockholmsklubben AIK, men innan han kom till klubben hade han spelat för Hagalunds IS, Tranebergs IF och Råsunda IS. Kaufeldt gjorde sin allsvenska AIK-debut den 3 augusti 1924 när AIK möte Västerås IK. Det var även denna match han gjorde sitt första allsvenska mål när han satte AIK:s 4–1-mål i den 71:a matchminuten i en match som vanns med 5–1. 
Kaufeldt spelade i AIK mellan åren 1918 och 1924 innan han prövade på livet som halvproffs i den franska klubben Montpellier HSC år 1924. I syfte att komma runt dåtidens stränga amatörbestämmelser skrevs han in som student vid universitetet. Kaufeldt flyttade dock tillbaka till Stockholm och AIK efter endast ett år utomlands och spelade de resterande nio säsongerna av sin fotbollskarriär i klubben.
1928 stängdes dock Kaulfeldt av tre månader för brott mot amatörbestämmelserna. Han hade begärt och kvitterat ut 50 kronor som ersättning per match i stället för tillåtna 30 kronor. Samma öde drabbade AIK-kollegan Ernst Wahlberg.

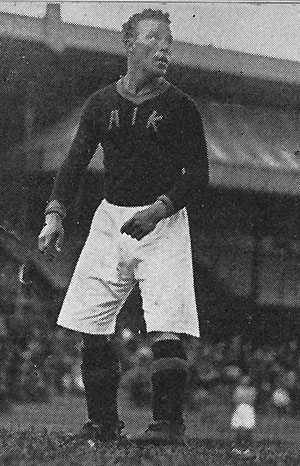
Kaufeldt i AIK-tröjan, 1920-talet.

Kaufeldt spelade totalt 15 säsonger för AIK varav 170 matcher där han gjorde hela 122 mål (det har förekommit uppgifter om att han gjorde både 123 och 124 mål, men det finns ingenting som bekräftar detta officiellt). Detta gör Kaufeldt till AIK:s meste målskytte genom tiderna. Han vann även SM-guld med AIK två gånger åren 1923 och 1932. Kaufeldt var också lagkapten för AIK under sin aktiva fotbollskarriär.
Kaufeldt spelade inte bara fotboll, han var också framgångsrik i bandy och blev svensk mästare med AIK Bandy säsongen 1930–1931 och var även med i två bandylandskamper för Sverige. Han tillbringade även flera år i Sveriges högsta ishockey division då han representerade AIK Ishockey.

## Landslagskarriär
Kaufeldts stora genombrott med fotbollen kom med Sveriges deltagande i de olympiska spelen i Paris 1924, där Sverige nådde sin dittills största fotbollsframgång genom att erövra bronsmedaljerna. Det anses att Per Kaufeldt, som spelade centerforward i dåtidens femmannakedja, tillsammans med målvakten Sigge Lindberg och anfallskollegerna Sven Rydell och Rudolf ”Putte” Kock starkast bidrog till det svenska bronset.

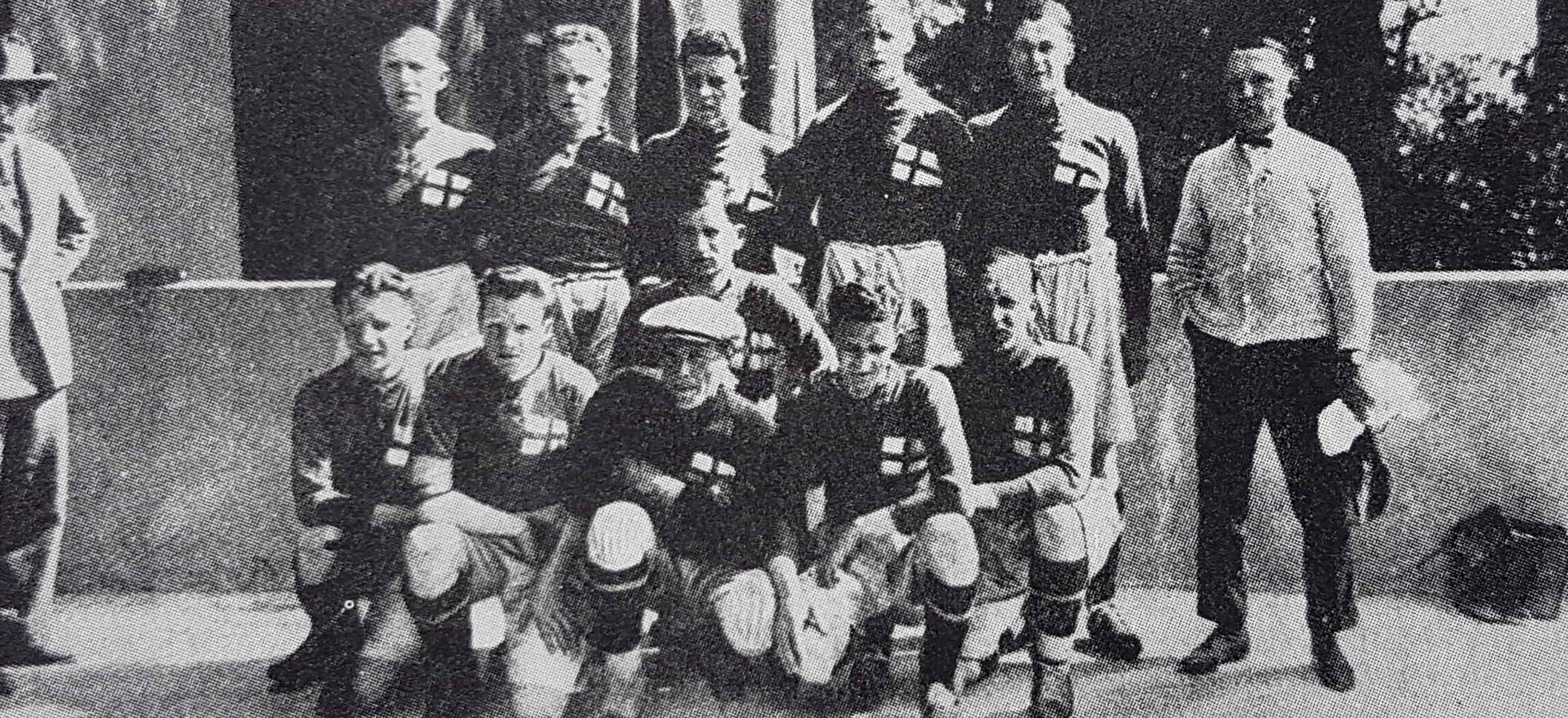
Det svenska bronslaget vid OS i Paris 1924. Per Kaufeldt nummer tre från vänster i bakre raden.

Sverige inledde OS-turneringen på ett lika spektakulärt som osannolikt sätt. De regerande olympiamästarna Belgien, krossades med 8–1 efter tre mål av Kaufeldts AIK-kamrat ”Putte” Kock (turneringens bästa vänsterytter), tre mål av högerinnern Sven Rydell från Örgryte IS samt ett mål vardera av Kaufeldt och högeryttern Charles Brommesson från Helsingborgs IF.
Därefter blev det svensk seger med 5–0 mot Egypten efter två mål av Kaufeldt. Efter förlust med 2–1 i semifinalen mot Schweiz ställdes svenskarna mot Nederländerna i bronsmatchen. Där blev resultat 1–1 och blev därmed omspel, vilket Sverige vann med 3–1. Kaufeldt svarade för Sveriges mål i den första matchen mot Nederländerna. I den andra matchen deltog inte Kaufeldt då han blev utvisad i slutsekunderna i första mötet.
Kaufeldt gjorde totalt 33 matcher och 23 mål för Sveriges landslag.

## Tränarkarriär
Efter sin framgångsrika karriär som fotbollsspelare valde Kaufeldt att bli tränare. Tränarkarriären började i AIK 1934 och redan säsongen 1935/36 vann klubben SM-guld med nio poäng före tabelltåvan IK Sleipner efter 22 omgångar, som det på den tiden spelades. Efter sex år som huvudtränare för AIK fick han i tur och ordning uppdraget att träna de andra två stora Stockholmsklubbarna, Hammarby IF och Djurgårdens IF. Kaufeldt tränade därpå Örebro SK under en säsong men lämnade sedan för att återigen bli huvudtränare för AIK under åren 1951–56.

## Spelstil
Kaufeldt var målfarlig och utrustad med ett fint skott, men också med strategisk blick och förmåga att sätta övriga kedjekamrater i läge. Undersätsigheten och skickligheten ute på planen gav honom tillnamnet ”Fotbollens Napoleon” efter den franske kejsaren och fältherren. Han hade för vana att hålla sig framme och stressa motståndarlagets målvakt för att i bästa fall kunna snappa upp bollen och göra mål.

## Privatliv
Per Kaufeldt föddes på Södermalm i Stockholm men växte upp i Hagalund i Solna kommun med föräldrarna Frans Kaufeldt och Johanna Olsson. Som vuxen bodde han större delen av sitt liv på Breitenfeldsgatan på Östermalm. Kaufeldt jobbade som oljelagerarbetare i Värtahamnen samt biträdande vaktmästare på Stockholms stadion där han hade som uppgift att hålla gräsmattan i skötsel. Kaufeldt jobbade även en kort vända som halvprofessionell fotbollsspelare när han spelade för Montpellier HSC i Frankrike. 
Kaufeldts bröder, Anders, Elis och Gunnar spelade alla i AIK men dock aldrig i allsvenskan. 
Kaufeldt hade två döttrar Birgit och Gun tillsammans med sin fru Lilly Westman.
När Kaufeldt var i medelåldern fick han hälsoproblem angående värk i benen, vilket sedan ledde till att han avled i förtid den 21 mars 1956. Han är begravd på Norra Kyrkogården i Solna, mindre än fem meter från AIK:s grundare och förste ordförande Isidor Behrens.

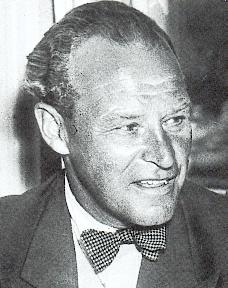
Kaufeldt vid äldre år, bland annat som tränare i AIK.

## Statistik
| Uppdaterad: 2021-05-19 | Uppdaterad: 2021-05-19 | Uppdaterad: 2021-05-19 |         | Ligastatisik | Ligastatisik |
| Säsong                 | Lag                    | Liga                   | Matcher | Mål          |              |
| ---------------------- | ---------------------- | ---------------------- | ------- | ------------ | ------------ |
| 1924/25                | AIK                    | Allsvenskan            | 15      | 16           |              |
| 1925/26                | AIK                    | Allsvenskan            | 20      | 12           |              |
| 1926/27                | AIK                    | Allsvenskan            | 22      | 16           |              |
| 1927/28                | AIK                    | Allsvenskan            | 20      | 14           |              |
| 1928/29                | AIK                    | Allsvenskan            | 11      | 14           |              |
| 1929/30                | AIK                    | Allsvenskan            | 18      | 8            |              |
| 1930/31                | AIK                    | Allsvenskan            | 22      | 16           |              |
| 1931/32                | AIK                    | Allsvenskan            | 21      | 10           |              |
| 1932/33                | AIK                    | Allsvenskan            | 14      | 13           |              |
| 1933/34                | AIK                    | Allsvenskan            | 7       | 3            |              |
| Allsvenskan totalt     | Allsvenskan totalt     | Allsvenskan totalt     | 170     | 122          |              |

## Meriter

### Som spelare

#### AIK
- Svensk mästare i fotboll: 1923 och 1932
- Svensk mästare i bandy: 1931

#### Sveriges Landslag
- A-landskamper i fotboll: 33 (1921–1931) på vilka han gjorde 23 mål
- Olympisk bronsmedaljör i fotboll: 1924
- A-landskamper i bandy: 2

### Som tränare
- Svensk mästare i fotboll: 1936

### Individuellt
- Mottagare av Stora grabbars märke, 1926

### Webbkällor
- Per Kaufeldt på Svenska Fotbollförbundets webbplats
- Profil på sports-reference.com
- ”Per Kaufeldt” (på engelska). https://www.transfermarkt.com/per-kaufeldt/profil/spieler/318598. Läst 22 juli 2021.